# Akunnaaq
Akunnaaq är en by i kommunen Qaasuitsup på Grönland. Byn ligger cirka 23 kilometer nordost om staden Aasiaat på ön Akunnaap Nunaa. Ön har helikopterförbindelse med Aasiaat hela året, och under sommaren finns även färjetrafik till Aasiaat, Ikamiut och Qasigiannguit.   
Akunnaaq grundades 1850, och hade 144 invånare 1995. År 2015 hade invånarantalet sjunkit till 83.